# Keßlerturm
Der Keßlerturm ist ein Aussichtsturm in Bernburg (Saale), der Kreisstadt des Salzlandkreises in Sachsen-Anhalt.
Der 26 m hohe Turm steht am Friedrichshang im Naherholungsgebiet Krumbholz in der Bernburger Talstadt. Die Parkeisenbahn Bernburg bedient den Haltepunkt Keßlerturm, von dort sind es noch ca. 150 m Fußweg bis zum Eingang.
1912 schenkte der Unternehmer Theodor Keßler (1839–1917) der Stadt Bernburg 12.000 Mark zur Errichtung eines Aussichtsturms. Keßler entschied über den Bauplatz und den Entwurf. Zuvor errichtete man ein 20 m hohes Holzgerüst, um die Aussicht zu testen. Am 3. Mai 1913 erfolgte die Grundsteinlegung, der Turm wurde unter Leitung von Stadtbaumeister Georg Kalbfleisch gebaut und am 16. Oktober 1913 eröffnet. Ende der 1940er Jahre war der Turm durch Vandalismus in einem sehr schlechten Zustand, daher erfolgte 1950 eine erste Sanierung. Weitere Instandsetzungen gab es 1982/1983, 2003 und 2006, seit März 2007 ist die Lebenshilfe Bernburg für den Betrieb zuständig. Der Turm ist von März bis Oktober geöffnet und kann gegen eine geringe Gebühr bestiegen werden. Im Jahr 2012 zählte man 2200 Besucher. Von der Aussichtsplattform aus blickt man auf das Panorama der Stadt und das Saaletal, bei gutem Wetter ist der 75 km entfernte Brocken zu sehen.
Im Turm befindet sich eine Tafel, auf der ein Gedicht von F. Blachny steht:
Festgefügt aus Quadersteinen,

Hebst du stolz dich aus dem Tale,

Weitbeherrschend Wiesen, Wälder

Und den emsigen Lauf der Saale

Aus dem Kahn grüsst dich der Schiffer,

Aus dem Wald lugt auf das Reh,

Von der Strasse winkt der Wandrer

Seinen Gruss hinauf zur Höh.

In dem Schutze deiner Zinnen

Sucht der müde Vogel Ruh,

Und die Saale murmelt leise

Ihm das Abendlied dazu.

Noch in spätesten Aeonen

Mögst du trotzen Braus und Sturm,

Deutschen Bürgerfleisses Zeichen,

Froh begrüsster ‚Kessler-Turm‘.